# Wollemie
Die Wollemie (Wollemia nobilis) ist eine erst 1994 in Australien entdeckte Pflanzenart und die einzige Art der monotypischen Gattung Wollemia aus der Familie der Araukariengewächse (Araucariaceae). Die nächsten Verwandten waren vorher nur von viele Millionen Jahre alten Fossilien bekannt, und die Artengruppe galt daher als ausgestorben. Das Artepitheton nobilis wurde zu Ehren ihres Entdeckers David Noble gewählt.

## Verbreitung
Die ältesten bekannten Fossilien der der Wollemie sehr ähnlichen Agathis jurassica werden auf etwa 90 Millionen Jahre datiert. Bis vor 40 Millionen Jahren waren diese Bäume in Australien weit verbreitet, danach galten sie als ausgestorben. Im September 1994 wurden jedoch etwa 250 km westlich der australischen Stadt Sydney im Wollemi-Nationalpark von David Noble 23 Bäume und einige Jungpflanzen entdeckt. Sie waren versteckt in den abgeschiedenen und schwer zugänglichen Canyons der Blue Mountains. In dieser geschützten Umgebung konnte die Wollemie als lebendes Fossil bis heute überleben. Sie gilt als sehr bedrohte Pflanzenart und pflanzt sich im Moment nur klonal fort. Nach Erbgutuntersuchungen der australischen Exemplare wurde festgestellt, dass sämtliche bisher bekannten Wollemien nahezu identisches Erbgut besitzen. Man geht deswegen davon aus, dass die Population zwischenzeitlich bis auf ein oder zwei Exemplare geschrumpft war.
Im Jahr 2006 waren drei Populationen mit insgesamt nur etwa 100 Bäumen bekannt. Vorsorglich wurden DNA-Proben genommen.
Man befürchtet, der aus Südostasien stammende und nach Australien eingeschleppte Wurzelfäuleerreger Phytophthora cinnamomi, der bereits zwei Wollemien am Naturstandort befallen hat (Stand Oktober 2010), könnte die gesamte Population auslöschen. Um weitere Einschleppungen zum Beispiel durch Touristen zu verhindern, werden die genauen Standorte der Bäume bis heute geheim gehalten.
Bedroht war der Bestand auch durch die Buschbrände in Australien 2019/2020. Allerdings gelang es Feuerwehrkräften, den weltweit einzigen bekannten natürlichen Wollemien-Bestand durch Einsatz von Hubschraubern und Bodenkräften weitestgehend zu retten. Nach vorläufigen Informationen verbrannten zwei Bäume und mehrere weitere verkohlten, der Bestand selbst konnte aber erhalten werden.

## Entdeckung
Am 10. September 1994 wurde von David Noble, Michael Casteleyn und Tony Zimmerman, Angehörigen der Wollemi-Nationalpark-Verwaltung, die Pflanze erstmals gesichtet. Mitgebrachte Zweige führten zu einer weiteren Exkursion. Am 15. Oktober darauf wurden weitere Proben (Rinde, ein männlicher Zapfen und Grün) zusammen mit Wyn Jones, ebenfalls Mitglied der Nationalparkverwaltung, eingesammelt. Am 21. Oktober wurde schließlich unter Einsatz eines Hubschraubers ein weiblicher Zapfen von Wyn Jones aus der Krone gepflückt, weil eine Bestimmung noch immer nicht möglich war. Es stand am 21. November schließlich fest, dass es sich um ein bisher unentdecktes, lebendes Fossil aus der Familie der Araukariengewächse handelte. Zu Ehren ihres Entdeckers wurde die Pflanze Wollemia nobilis genannt. Die Entdeckung dieser „Population aus lebenden Fossilien“ spiegelt die Bedeutung von Nationalparks und  Wildnisgebieten für die Erhaltung der biologischen Vielfalt wider.

## Beschreibung

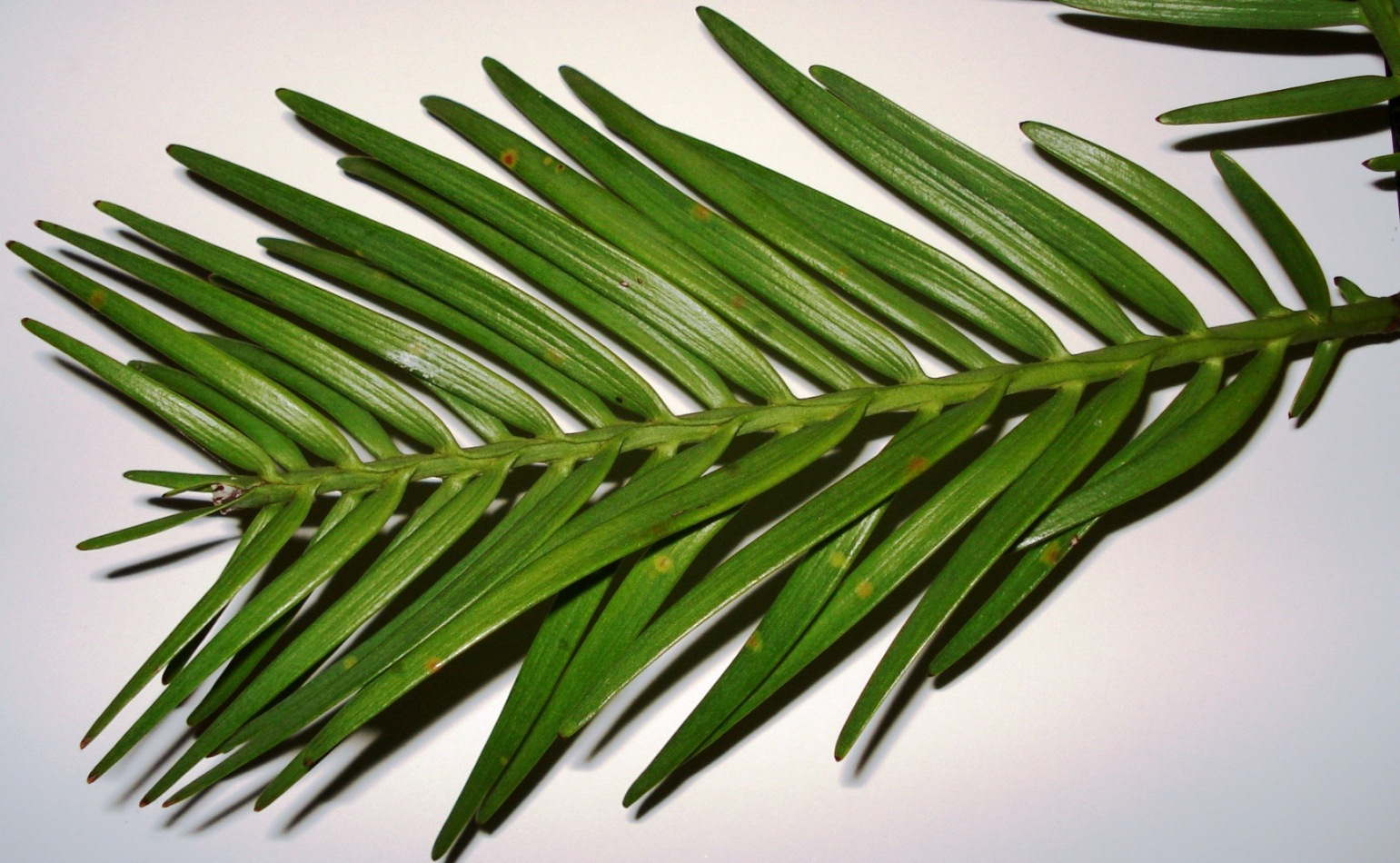
Zweig einer Wollemie (Wollemia nobilis)

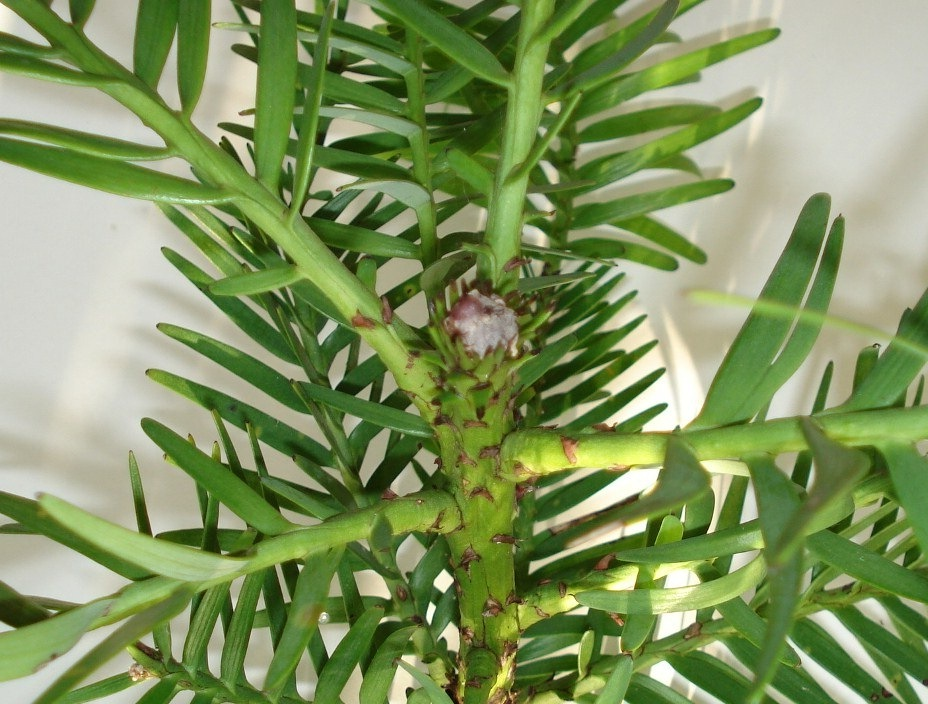
Triebspitze einer Wollemie (Wollemia nobilis) mit der typischen Harzbedeckung (englisch polar cap)

Der immergrüne Baum erreicht bis zu 40 Meter Wuchshöhe.
Die Wollemie ist einhäusig getrenntgeschlechtlich (monözisch). Männliche und weibliche Zapfen wachsen am selben Baum, wobei immer ein Zapfen am Ende eines Seitenzweigs zu finden ist. Nach der Samenreife werden nicht nur die Zapfen, sondern der ganze Zweig abgeworfen.
Die oberste Spitze des zentralen Triebes der Pflanze ist während der Wachstumspause von einer Harzkappe bedeckt/geschützt, die als (englisch) polar cap „Polkappe“ bezeichnet wird.
Des Weiteren pflanzt sich die Wollemie vegetativ fort. An der Stammbasis treiben Knospen aus und wachsen zu einem neuen Baum.
Die Chromosomenzahl beträgt 2n = 26.

## Vermarktung

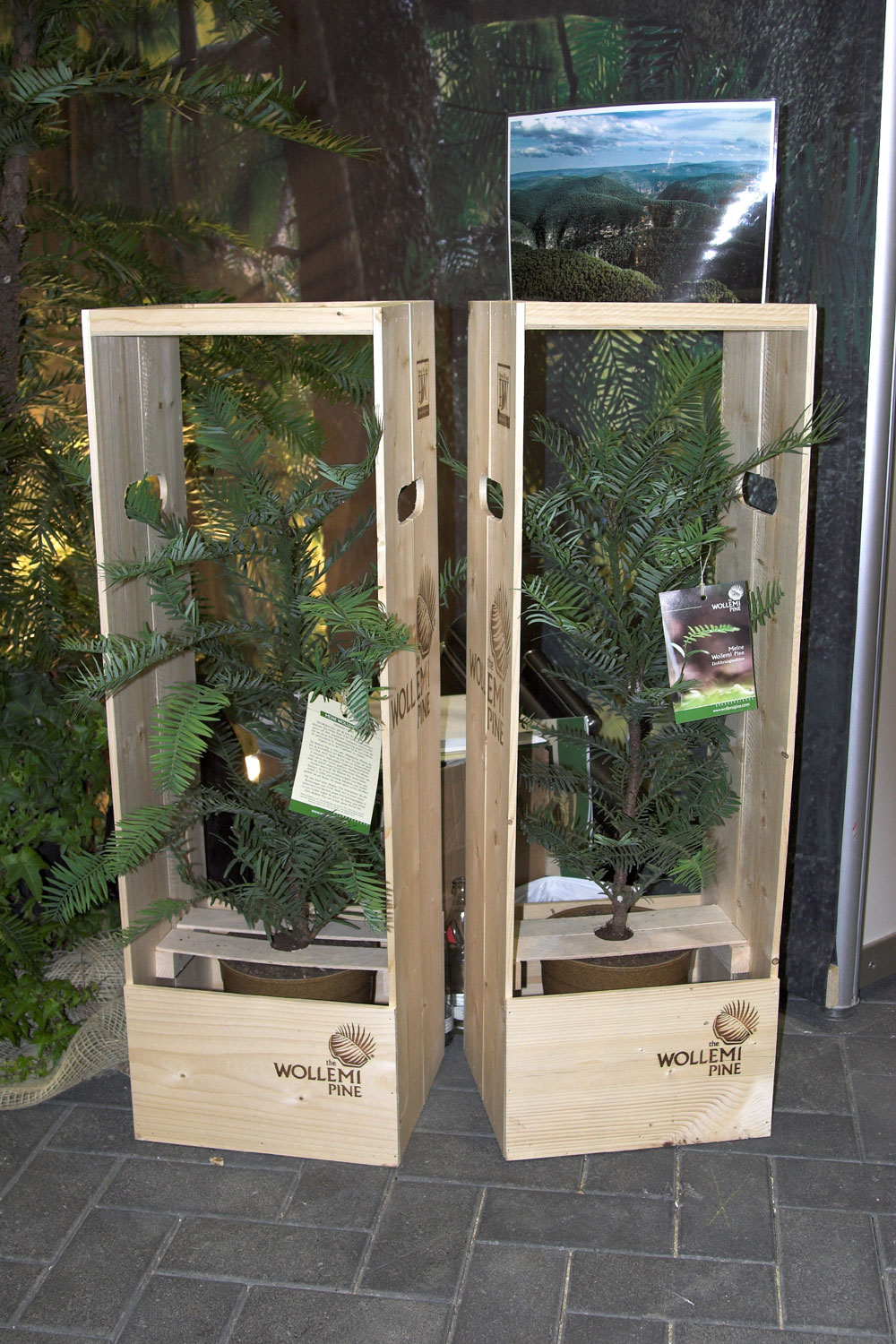
Wollemien auf der Fachmesse IPM in Essen 2007

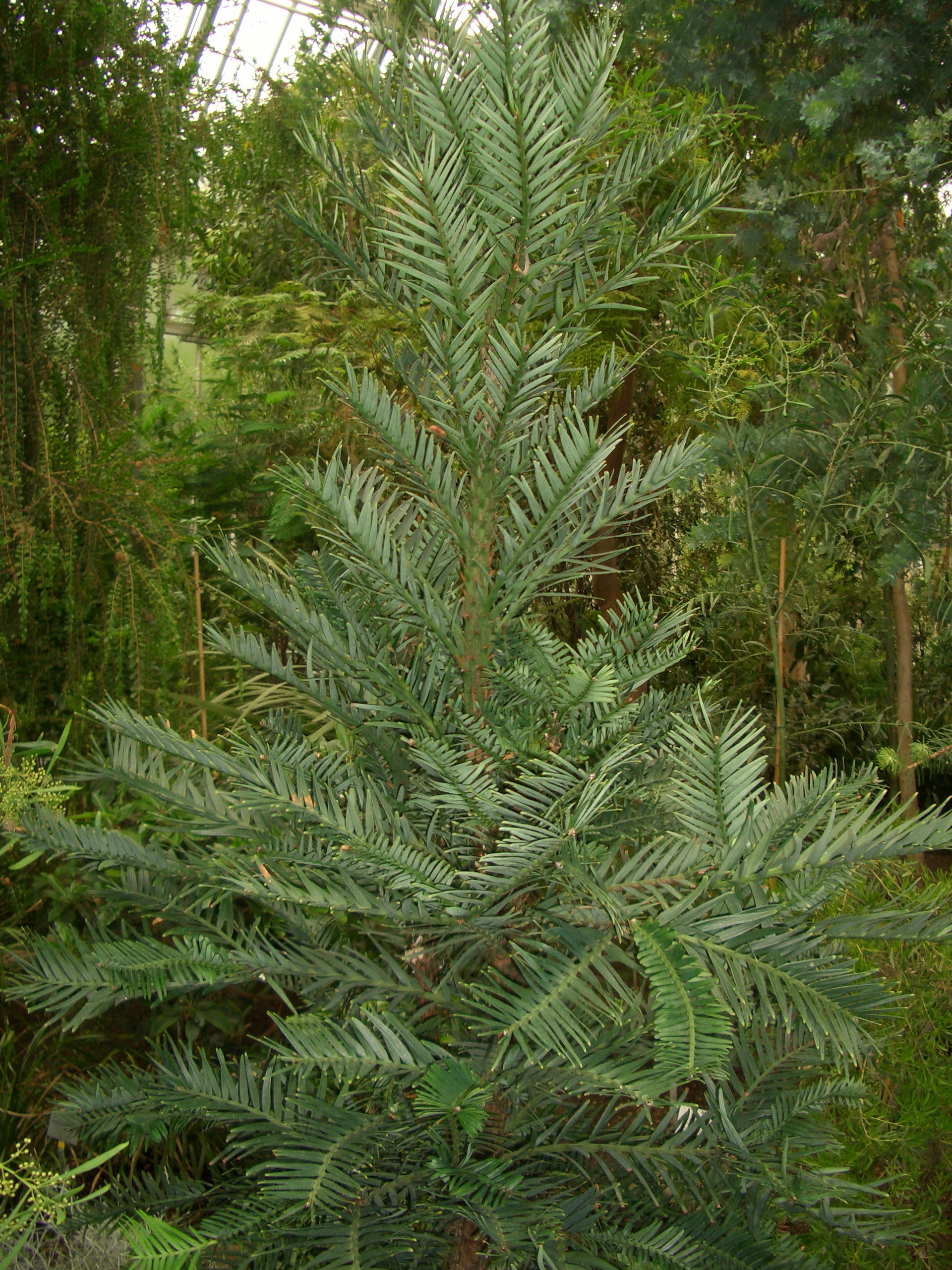
Wollemie (Wollemia nobilis) im Botanischen Garten Berlin.

In den ersten Jahren nach der Entdeckung der Art waren Exemplare in Kultur sehr selten, und es war eine ausgesprochene Besonderheit, wenn ein Botanischer Garten ein Exemplar der Wollemie pflanzen konnte. Beispielsweise besitzt der Palmengarten in Frankfurt am Main bereits seit dem 22. Juni 2005 ein Exemplar. Der Botanische Garten der Heinrich-Heine-Universität Düsseldorf bekam zwei Exemplare zur Eröffnung des Kuppelgewächshauses (2008) als Geschenk, von denen einer Anfang 2021 erstmals weibliche Zapfen ansetzte, die manuell mit Pollen aus dem Botanischen Garten der Universität Marburg bestäubt wurden.
Dies änderte sich im Oktober 2005, als 292 Ableger bei Sotheby’s in Sydney öffentlich versteigert wurden. Die Versteigerung der Pflanzen erzielte einen Erlös von 1,5 Mio. US-Dollar. Seit dem 16. Mai 2006 sind auch Exemplare im europäischen Fachhandel erhältlich. In Dortmund wurde zum 50-jährigen Jubiläum der Pflanzenschauhäuser im Rombergpark ein Wald aus 35 Exemplaren der Wollemie gepflanzt.